# جنرال میلز

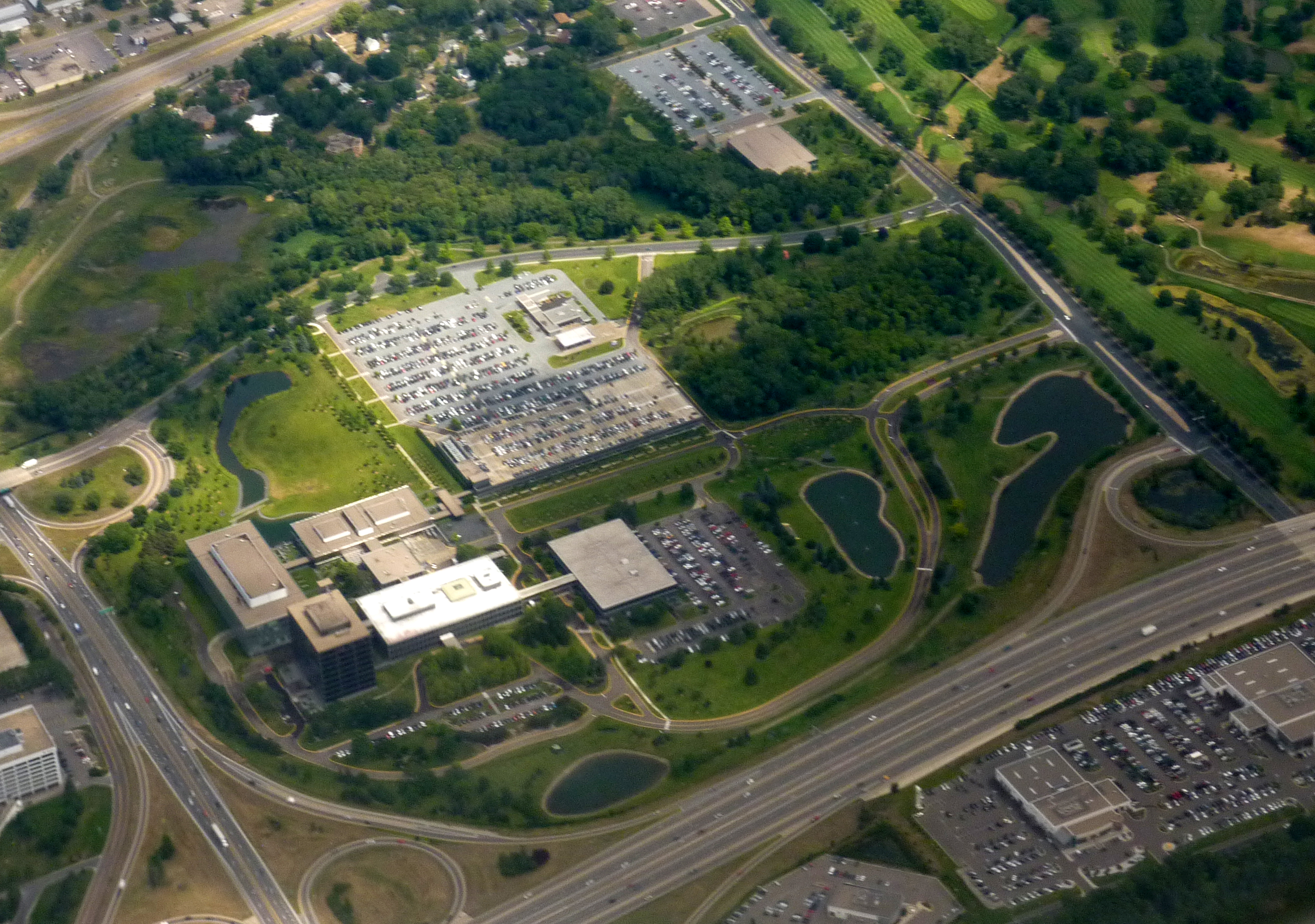
ساختمان مرکزی جنرال میلز، در گولدن ولی، مینه‌سوتا

جنرال میلز (به انگلیسی: General Mills) شرکت صنایع غذایی آمریکایی است، که در زمینه تولید و توزیع تره‌بار، غلات، آرد، انواع کیک‌های آماده، بستنی، ماست، پیتزا، سوپ‌های آماده، انواع اسنک، سویا و سایر مواد غذایی فرآوری‌شده و تولید مواد غذایی ارگانیک، فعالیت می‌نماید.
شرکت جنرال میلز در سال ۱۸۶۶ توسط کادوالادر واشبورن با مشارکت برادرش؛ ویلیام دی. واشبرن و جان کراسبی، در مینیاپولیس، مینه‌سوتا راه‌اندازی شد. این شرکت هم‌اکنون مالک بیش از یک‌صد برند و نشان تجاری در صنایع غذایی می‌باشد، که برای نمونه می‌توان به: هاگن‌داز، اولد ال‌پاسو، گرین جاینت، کلومبو، تریکس، چیریوز و یاپلیت اشاره کرد.
دفتر مرکزی شرکت جنرال میلز در شهر گولدن ولی، مینه‌سوتا قرار دارد و بخشی از سهام آن در بازار بورس نیویورک معامله می‌شود. این شرکت در سال ۲۰۱۳ در فهرست فرچون ۵۰۰ رتبه ۱۸۱ از بزرگ‌ترین شرکت‌های ایالات متحده را به خود اختصاص داد.